# Bahnhof Sechtem
Der Bahnhof Sechtem ist der Bahnhof von Sechtem, einem Stadtteil der Gemeinde Bornheim im Rheinland. Er liegt an der linken Rheinstrecke Köln–Koblenz–Mainz und besitzt drei Bahnsteiggleise. 

## Geschichte
Der Haltepunkt Sechtem wurde Anfang des Jahres 1844 durch die Bonn-Cölner Eisenbahn (BCE) fertiggestellt und am 13. Februar desselben Jahres mit einer Festfahrt für die Aktionäre der Bonn-Cölner Eisenbahn-Gesellschaft offiziell in Betrieb genommen. Ursprünglich sollte die Bahn direkt durch den Ort verlaufen, was aber von dem damaligen Bürgermeister Clemens Müller verhindert wurde. Er befürchtete unter anderem, dass die seinerzeit strohgedeckten Häuser durch den Funkenflug der Lokomotiven in Brand gesetzt werden oder aber durch die von dem Zug verursachten Erschütterungen einstürzen könnten.
Vier Jahre nach Eröffnung der Bahnstrecke wurde 1848 ein Güterschuppen errichtet. Dieser Güterschuppen ist das älteste erhaltene Gebäude der Eisenbahn aus dieser Zeit. Er wurde durch den Eisenbahn-Amateur-Club Bonn/Sechtem e. V. im Jahr 2001 von der Stadt Bornheim erworben und zwischen 2002 und 2009 umfangreich renoviert und zum Clubheim umgewandelt. Das Gebäude steht zudem unter Denkmalschutz.
Im Dezember 2008 übernahm trans regio die Regionalbahnen Köln – Koblenz – Mainz und bot nach Jahren erstmals wieder durchgehende Nahverkehrsverbindungen zwischen Köln und Mainz an.
Der Bahnhof Sechtem wurde bis 2010 barrierefrei umgebaut und komplett modernisiert. Seitdem verfügt er über eine Unterführung, einen Aufzug und Hochbahnsteige, welche einen barrierefreien Ein- und Ausstieg in die Züge bieten.
Im Dezember 2015 ging die Regionalbahn-Linie RB 48 (Rhein-Wupper-Bahn) von Bonn-Mehlem über Köln nach Wuppertal an den neuen Betreiber National Express. Dieser löste DB Regio ab.

## Verkehrsanbindung
Sechtem liegt im Tarifgebiet des Verkehrsverbundes Rhein-Sieg (VRS). Über die hier verkehrenden Regionalbahnen besteht eine gute Anbindung an die Hauptbahnhöfe Köln und Bonn.
Der Bahnhof Sechtem wird heute auch von vielen Pendlern aus den umliegenden Ortschaften als Zugangsstelle zum Eisenbahnverkehr genutzt.

### Bahnverkehr
In Sechtem halten zwei Regionalbahn-Linien. Die Linie RB 26 (MittelrheinBahn) verkehrt von Köln Messe/Deutz über Koblenz nach Mainz. Die Linie RB 48 (Rhein-Wupper-Bahn) verkehrt von Bonn-Mehlem über Köln Hbf und Solingen Hbf nach Wuppertal-Oberbarmen.
| Linie | Verlauf | Takt                                                                                     |
| ----- | --- | ---------------------------------------------------------------------------------------- |
| RB 26 | MittelrheinBahn: (Köln/Bonn Flughafen –) (nur im Nachtverkehr) Köln Messe/Deutz – Köln Hbf – Köln West – Köln Süd – Hürth-Kalscheuren – Brühl – Sechtem – Roisdorf – Bonn Hbf – Bonn UN Campus – Bonn-Bad Godesberg – Bonn-Mehlem – Rolandseck – Oberwinter – Remagen – Sinzig (Rhein) – Bad Breisig – Brohl – Namedy – Andernach – Weißenthurm – Mülheim-Kärlich – Koblenz-Lützel – Koblenz Stadtmitte – Koblenz Hbf – Rhens – Spay – Boppard Hbf – Boppard-Bad Salzig – Boppard-Hirzenach – Sankt Goar – Oberwesel – Bacharach – Niederheimbach – Trechtingshausen – Bingen (Rhein) Hbf – Bingen (Rhein) Stadt – Bingen-Gaulsheim – Gau Algesheim – Ingelheim – Heidesheim (Rheinhessen) – Uhlerborn – Budenheim – Mainz-Mombach – Mainz Hbf Stand: Fahrplanwechsel Dezember 2021 | 60 min                                                                                   |
| RB 48 | Rhein-Wupper-Bahn: Wuppertal-Oberbarmen – Wuppertal-Barmen – Wuppertal Hbf – Wuppertal-Vohwinkel – Haan-Gruiten – Haan – Solingen Hbf – Leichlingen – Opladen – Leverkusen-Manfort – Köln-Mülheim – Köln Messe/Deutz – Köln Hbf – Köln West – Köln Süd – Hürth-Kalscheuren – Brühl – Sechtem – Roisdorf – Bonn Hbf – Bonn UN Campus – Bonn-Bad Godesberg – Bonn-Mehlem Stand: Fahrplanwechsel Dezember 2021 | 30 min (W-Oberbarmen–Köln) 30 (HVZ)/60 min (Köln–Bonn Hbf) 60 min (Bonn Hbf–Bonn-Mehlem) |

### Busverkehr
| Linie | Verlauf | Takt   |
| ----- | --- | ------ |
| 842   | Bornheim-Sechtem – Bornheim – Bornheim-Roisdorf – Alfter – Alfter-Gielsdorf – Alfter-Oedekoven – Duisdorf                                | 30 min |
| 818   | Sonn- und feiertags als MiKE: Sechtem Bf – Merten – Rösberg – Hemmerich – Kardorf – Waldorf – Dersdorf – Bornheim – Roisdorf Bf – Hersel | 60 min |

Sechtem ist gut an den regionalen und überregionalen Verkehr angeschlossen. Über eine Omnibuslinie (Linie 818) der Regionalverkehr Köln GmbH (RVK) sind die Bornheimer Orte erreichbar. Die Stadt Bornheim wird über eine Buslinie (Linie 633) der SWB Bus und Bahn angebunden.

## Trivia
In den Jahren 2002/2003 wurden einzelne der Bahnhofsszenen des Kinofilms „Das Wunder von Bern“ am Sechtemer Bahnhof gedreht.